# Gillbergs landsfiskalsdistrikt
Gillbergs landsfiskalsdistrikt var 1918–1964 ett landsfiskalsdistrikt i Värmlands län, bildat när Sveriges indelning i landsfiskalsdistrikt trädde i kraft den 1 januari 1918, enligt beslut den 7 september 1917. Den 1 januari 1965 avskaffades i Sverige samtliga landsfiskaler och landsfiskalsdistrikt, och deras arbetsuppgifter delades upp på de nyskapade indelningarna polisdistrikt, åklagardistrikt och kronofogdedistrikt.
Landsfiskalsdistriktet låg under länsstyrelsen i Värmlands län.

## Ingående områden
När Sveriges nya indelning i landsfiskalsdistrikt trädde i kraft den 1 januari 1952 (enligt kungörelsen 1 juni 1951) ändrades distriktets omfattning.

### Från 1918
Gillbergs härad:
- Gillberga landskommun
- Glava landskommun
- Högeruds landskommun
- Långseruds landskommun
- Stavnäs landskommun
- Svanskogs landskommun
- Värmskogs landskommun

### Från 1 januari 1952
- Gillberga landskommun
- Glava landskommun
- Stavnäs landskommun
- Svanskogs landskommun